# Меткаф, Джоэл Гастингс
Джоэл Гастингс Меткаф (англ. Joel Hastings Metcalf; 4 января 1866 — 23 февраля 1925) — американский астроном, первооткрыватель комет и астероидов, который работал в обсерваториях городов Таунтон и Винчестер. В период с 1905 по 1914 год им было обнаружено в общей сложности 41 астероид. Помимо этого он является первооткрывателем сразу нескольких комет: трёх долгопериодических (C/1910 P1, C/1913 R1 и C/1919 Q2 Меткаф) и двух короткопериодических (23P/Брорзена — Меткафа и 97P/Меткафа — Брюингтона), а также пяти переменных звёзд.
Джоэл Меткаф родился 25 сентября 1878 года в городе Мидвилл, Пенсильвания и был сыном Герберта Льюиса и Анны Хикс. В возрасте 14 лет, вдохновлённый книгами по астрономии, впервые начал проявлять интерес к этой науке. Учился в духовной семинарии Meadville и Гарвардской школе богословия, которую окончил в 1882 году, позднее получил докторскую степень от Аллегейни-колледж. Был женат на Элизабет Локман и имел двух детей: Герберта и Рэйчел. После окончания учёбы служил в качестве министра города Берлингтон, штат Вермонт, а затем в городах Таунтон и Винчестер, штат Массачусетс и, наконец, в Портленде, штат Мэн, где и умер 5 июня 1946 года.
В знак признания его заслуг сразу двум астероидам было присвоено его имя (726) Джоэлла и (792) Меткалфия.